# Candidature de Québec pour les Jeux olympiques d'hiver de 2002
 (octobre 2019).
Québec 2002 était une candidature par la ville de Québec, au Canada, et du Comité olympique canadien pour l'organisation des Jeux olympiques d'hiver de 2002. Les villes d'Östersund en Suède, de Sion en Suisse et de Salt Lake City aux États-Unis sont les autres villes candidates. Le 16 juin 1995, à l'occasion de la 104e session du Comité international olympique (CIO), celui-ci octroie l'organisation de cette édition à la candidature américaine.
C'est la première fois que la ville de Québec soumissionne une telle candidature. Elle a toutefois déjà été hôte des Jeux du Canada d'hiver de 1967 et a reçu, au Pavillon de l'éducation physique et des sports (PEPS) des matchs du tournoi de handball durant les Jeux olympiques d'été de 1976 de Montréal. Avant cette édition, le Canada a déjà accueilli une édition des Jeux olympiques d'hiver, en 1988 à Calgary, en Alberta. Le pays se voit ensuite confier l'organisation des Jeux d'hiver, en 2010, à Vancouver en Colombie-Britannique.

## Sites proposés
Les sites proposés étaient basés à Québec et sa région.  

### Sites non compétitifs
- Cérémonies (Stade temporaire de 40 000 places sur les Plaines d'Abraham)
- EXPOCité - Centre des médias internationaux
- Centre des congrès de Québec - Principal  centre de presse
- Université Laval - Village des athlètes

### Sites existants
- Colisée de Québec - hockey sur glace (hommes) (15 176 places)
- Pavillon de la Jeunesse - patinage artistique et patinage de vitesse courte piste (9 000 places après rénovation)
- Anneau Gaétan-Boucher - patinage de vitesse (5 000 places après rénovation)
- Aréna Saint-Romuald - curling (4 400 places après rénovation)
- Aréna du PEPS, Université Laval - hockey sur glace II (femmes) (3 000 places)
- BFC Valcartier - biathlon
- Le Massif - ski alpin (descente et descente du combiné des femmes,  super G hommes et femmes)
- Stoneham - ski alpin (slalom du combiné)
- Mont Ste-Anne - ski alpin (slalom et slalom géant)
- Le Relais - ski acrobatique
- Parc du Mont Ste-Anne - ski de fond et combiné nordique (ski de fond)

### Sites à construire
- Cap du Salut ou Acropoles des Draveurs - ski alpin (descente et descente du combiné des hommes)
- Stoneham (Mont-Hibou) - combiné nordique (saut à ski), saut à ski  et sports de glisse (bobsleigh et luge)

## Évaluation de la candidature
Le rapport d'évaluation du CIO a salué la candidature, déclarant qu'elle était considérée comme étant la plus forte de toutes les villes candidates. Toutefois, la Fédération internationale de ski a formulé des réserves concernant le site proposé pour la descente des hommes, car des travaux auraient été nécessaires pour permettre d’avoir une dénivellation de 800 mètres, tandis que des barges seraient placées le long du fleuve Saint-Laurent afin de pouvoir accueillir une zone de finition. Certain citoyens locaux et des représentants du gouvernement ont qualifié le site temporaire de 25 millions de dollars d’inutile, malgré la proposition de créer un tunnel pour la ligne de train qui longe la chaîne de montagnes. Un site alternatif situé à l'Acropoles des Draveurs, aurait fourni une dénivellation de 800 mètres, mais le site aurait nécessité un développement important, avec notamment la construction d'un centre de ski.
D'autres propositions, telles que l'organisation des épreuves de descente pour hommes à Calgary, ont également été examinées, mais jugées irréalistes.

## Résultat
Lors de la 104e session du Comité international olympique (CIO) à Budapest, la candidature avait recueilli sept voix et a perdu au premier tour contre Salt Lake City. Plus de 15 000 personnes s'étaient rassemblées place d'Youville pour connaitre les résultats du vote.  
On apprendra en 1998 que la candidature de Salt Lake City avait offert des pots-de-vin aux membres du CIO. À la suite du scandale, le maire de Québec de l'époque, Jean-Paul l'Allier demande le remboursement de la candidature de sa ville, pour compenser l'injustice. La candidature avait coûté environ 12 millions de dollars à Québec, et n'a jamais été compensée.

## Autres candidatures après celle de 2002
À ce jour, la ville de Québec n'a pas déposé d'autres candidatures mais a toutefois montré de l'intérêt à déposer une candidature à quelques reprises :   
- Pour les Jeux de 2010, Québec dépose sa candidature au Comité olympique canadien. Calgary et Vancouver sont également candidates, donc un vote du Comité olympique canadien est nécessaire. Québec perdra contre Vancouver au deuxième tour.
- Après sa défaite contre Vancouver pour 2010, Québec prévoit de retenter sa chance pour 2014. Cependant, la sélection de Vancouver par le CIO en tant que ville hôte des Jeux de 2010 rend la candidature de Québec impossible pour 2014.
- Québec étant intéressée par une candidature pour 2022, Le maire de la ville et le premier ministre du Québec Jean Charest se rendent à Vancouver pendant les Jeux olympiques d'hiver de 2010 pour annoncer que la ville préparait une candidature ambitieuse pour les Jeux d'hiver de 2022. Marcel Aubut, ancien propriétaire de la franchise de hockey sur glace des Nordiques de Québec et désormais président du Comité olympique canadien est très intéressé par l'obtention d'un événement sportif majeur à Québec après l'échec de la candidature aux Jeux de 2002.
- Lors du lancement de la candidature en 2010, le principal obstacle à toute candidature crédible demeure l'absence d'une piste de ski avec un dénivelé total d'au moins 800 mètres, ce qui est l'exigence minimale pour la descente hommes des Jeux. La piste ayant le plus fort dénivelé dans la région est au Massif avec 677 mètres[10]. En 2010, le maire de Lake Placid, Craig Randall, demande à Québec d'envisager Whiteface Mountain pour les seules épreuves de ski. Ce site est une des trois stations de ski de l'est des États-Unis à offrir des pistes ayant un dénivelé de plus de 800 mètres (les autres sont Killington dans le Vermont et Sugarloaf dans le Maine), et est d'ailleurs celle ayant le dénivelé le plus élevé. Randall a aussi déclaré au quotidien Le Soleil que Lake Placid ne prévoit aucune future candidature pour les Jeux olympiques.
- D'autres montagnes au Québec sont mentionnées dans les médias comme pouvant être hôte de la descente des hommes comme, le Mont Nicol-Albert en Gaspésie[11],[12].

En septembre 2011, le maire de Québec Régis Labeaume décide d'abandonner, préférant se concentrer sur la venue d'une équipe de la Ligue nationale de hockey et l'ancien président du CIO, Jacques Rogge, déclare qu'il pense que les Jeux olympiques d'hiver de 2026 sont une option plus réaliste pour Québec d'organiser les jeux.
Québec exprime son intérêt à être candidate pour les Jeux de 2026 . En septembre 2015, lors d'une entrevue à Radio-Canada, Labeaume a exclu toute possibilité pour cette édition. Labeaume a également tenté, mais sans succès, de créer une offre conjointe avec les villes canadiennes de Calgary ou Vancouver, ou américaine avec Lake Placid. Le maire de Calgary confirme que sa ville, l'hôte de l'édition de 1988, envisageait également une candidature, mais les pourparlers sur un effort commun semblent s'être effondrés. 
Avant l'abandon de la candidature, des montagnes au Québec avait été mentionné comme pouvant être hôte de la descente des hommes comme, le Mont Nicol-Albert en Gaspésie.
La ministre canadienne des Sports, Carla Qualtrough, a affirmé en 2016 que le Canada devait être hôte des Jeux olympiques ou des Jeux du Commonwealth d'ici 2030. En entrevue, elle affirme que des Jeux d'hiver à Québec en 2026 ou 2030 « Aurait du sens ».

## Livres de candidatures
- Ville de Québec 2002 Volume 1
- Ville de Québec 2002 Volume 2
- Ville de Québec 2002 Volume 3